# Progresso (Rio Grande do Sul)
Progresso é um município brasileiro do estado do Rio Grande do Sul.

## Geografia
Localiza-se a uma latitude 29º14'39" sul e a uma longitude 52º18'44" oeste, estando a uma altitude de 536 metros.
Possui uma área de 256,039 km² e sua população estimada em 2020 era de 6 239 habitantes.

## História
Portugueses, continentinos (Revolucionários Republicanos), vicentinos e missioneiros. Esses foram os primeiros povos que se estabeleceram e sobreviveram isoladamente, mantendo contato apenas com povoações vizinhas, pelos ares, campos e matas que cobriam a serra. De todas as famílias que por aqui residiam, a mais tradicional foi a família Mariano. Francisco Mariano da Silva, ou simplesmente Chico Mariano, era posseiro de grandes áreas de terras e deve ser considerado pioneiro e fundador de Progresso. Hoje, ele dá nome ao Arroio Chico Mariano, que banha a cidade. 
“Gramado São Francisco”, assim era conhecido o lugar onde Chico Mariano morava. O local recebeu este nome devido ao fato de existir um vasto gramado, aberto pelos portugueses, onde pastavam os animais. No ano de 1912, chegam os primeiros imigrantes italianos através das famílias Battisti, Gottardi e Borelli e outras que vieram mais tarde. 
As famílias imigrantes receberam uma faixa de terra doada por Chico Mariano, e juntos fizeram com que o progresso e o desenvolvimento, especialmente as culturas agrícolas, foram se tornando fatores predominantes em Gramado São Francisco. Com isso, estimulou-se a mudança do nome da localidade de Gramado São Francisco para “Vila Progresso”, através do Subprefeito Florisbelo França e da comunidade, de acordo com o Decreto nº 7199 do Estado, e por sugestão do Dr, Lauro Muller, médico local. Então, no dia 13 de abril de 1939, conforme fonograma nº 67, o nome Gramado São Francisco foi substituído por Vila Progresso.
Em meados de 1916, Luiz Battisti instalou-se o primeiro moinho colonial, sendo destruído, em 1919, por uma enchente do Arroio Chico Mariano. No ano de 1926, atendendo os anseios do povo no que se refere a comunicação, o intendente Carlos Fett Filho, instalou a ligação telefônica de Progresso a Lajeado, sendo a primeira centrista, Emília de Paoli. No ano seguinte, Progresso passou a contar com os serviços de Correio. Surge na década de 30 o hotel de madeira e tendo como seu proprietário Gelsomiro Buzzacaro. Em 1931, foi construída a primeira Subprefeitura, sendo nomeado o primeiro Subprefeito Pliladelpho de Sousa Soares.